# Orange (Vermont)
Orange – miasto w Stanach Zjednoczonych, w stanie Vermont, w hrabstwie Orange.